# Astacopsis gouldi
Astacopsis gouldi је животињска врста класе Crustacea која припада реду Decapoda. Највећи је слатководни бескичмењак на свету, са примерцима који понекад достижу 80 центиметара и 5 килограма.

## Угроженост
Ова врста се сматра угроженом.

## Распрострањење
Ареал врсте је ограничен на једну државу. 
Аустралија (само Тасманија) је једино познато природно станиште врсте.

## Станиште
Станиште врсте су слатководна подручја. 